# Phuntsok Wangchuk
Phuntsok Wangchuk (tibétain : ཕུན་ཚོགས་དབང་ཕྱུག, Wylie : phun tshogs dbang phyug, né en 1973 dans le comté de Nedong, mort le 20 juin 2024 à New York, aux États-Unis) est un ancien prisonnier politique tibétain. 

## Biographie
Phuntsok Wangchuk est né en 1973 dans le comté de Nedong. Il est étudiant à l'université du Tibet à Lhassa. 
Comme les autres jeunes tibétains, Wangchuk se voit inculqué la version du système éducatif chinois de l'histoire tibétaine. Cependant, à l'âge de 16 ans, il rencontre un professeur tibétain qui lui apprend la réalité de l'histoire du Tibet et de sa relation troublée avec la Chine. Phuntsok Wangchuk s'engage alors dans un militantisme pour l'indépendance du Tibet.
Il est arrêté le 15 juin 1994 par 7 policiers chinois entrés dans sa salle de pension à 3 heures du matin, avec 2 étudiants et 2 enseignants. Ils sont accusés d'avoir placardé des affiches indépendantiste dans son village, une accusation que Wangchuk a reconnu. Les 2 étudiants sont détenus 2 semaines et les 2 enseignants pendant 2 mois. 
Phuntsok Wangchuk est condamné à cinq ans de prison pour avoir milité pour la liberté et les droits de l'homme au Tibet. Il est incarcéré à la prison de Drapchi, la prison la plus redoutée du système pénal chinois. 
Pendant sa détention, il participe à une manifestation en 1998 à la prison de Drapchi.
En 2000, il s’exile en Inde. De 2004 à 2010, il est secrétaire de « Gu-Chu-Sum Mouvement du Tibet », une association d'anciens prisonniers d'opinion tibétains.